# Eucalyptus coccifera
Espèce
Classification phylogénétique
Eucalyptus coccifera est une espèce de plantes à fleurs de la famille des Myrtaceae. C'est un arbre endémique de Tasmanie, où il vit principalement dans les montagnes.
En Australie, il est communément connu sous le nom de Tasmanian snow gum, ce qui peut se traduire par « eucalyptus des neiges de Tasmanie ».

## Description

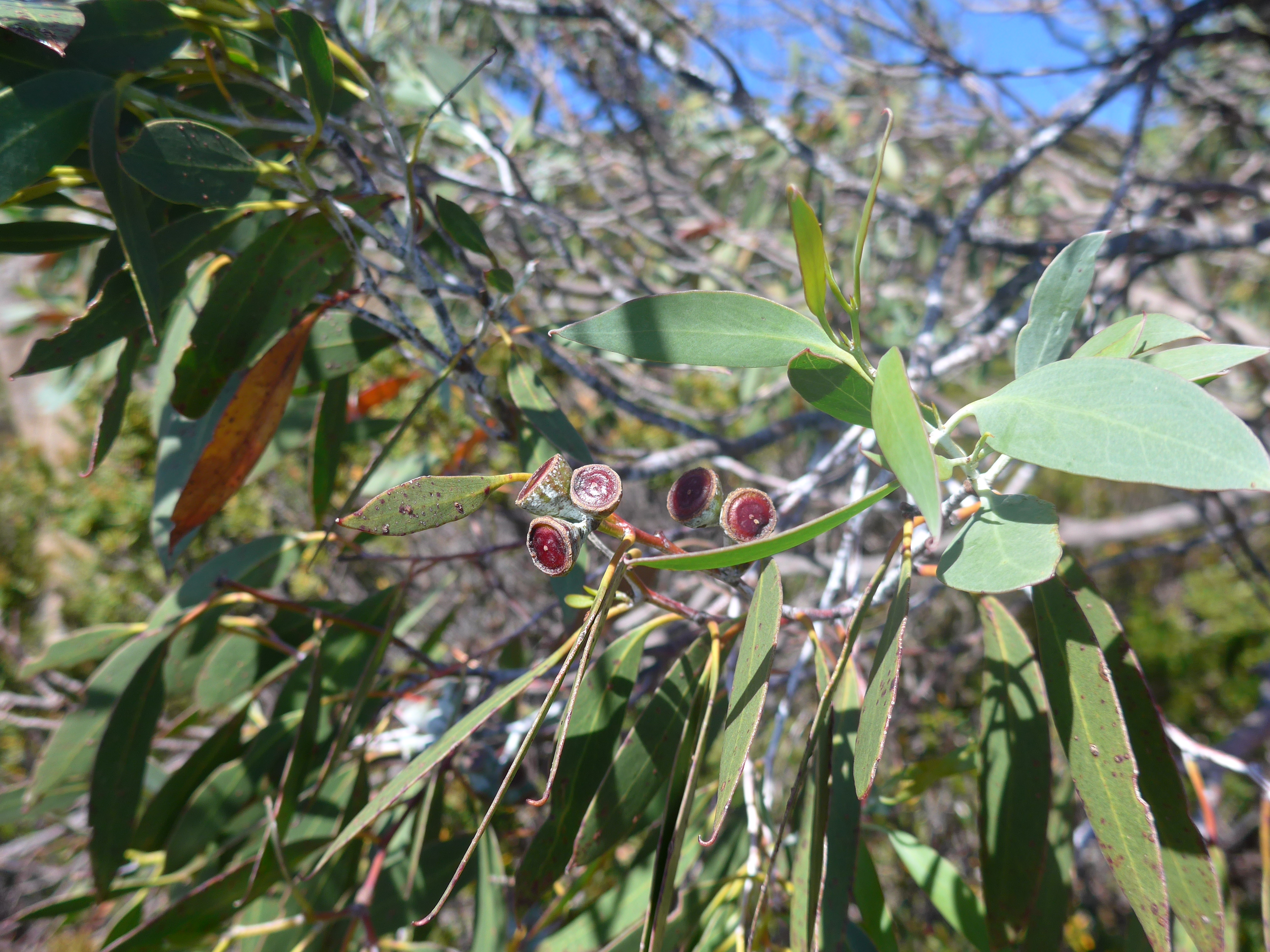
Feuilles adultes et capsules dE. coccifera.

Cet arbre peut atteindre une hauteur de 15 m. Il peut pousser aussi sous forme de mallee, qui peut atteindre 5 m de hauteur.
L'écorce est lisse avec quelques plaques. Sa couleur varie entre grise et blanche.
Les feuilles adultes sont elliptiques à lancéolées.
Les fleurs sont blanches et ses fruits sont des capsules coniques.

## Classification
L'espèce s'hybride avec Eucalyptus amygdalina et E. pauciflora.

## Écologie

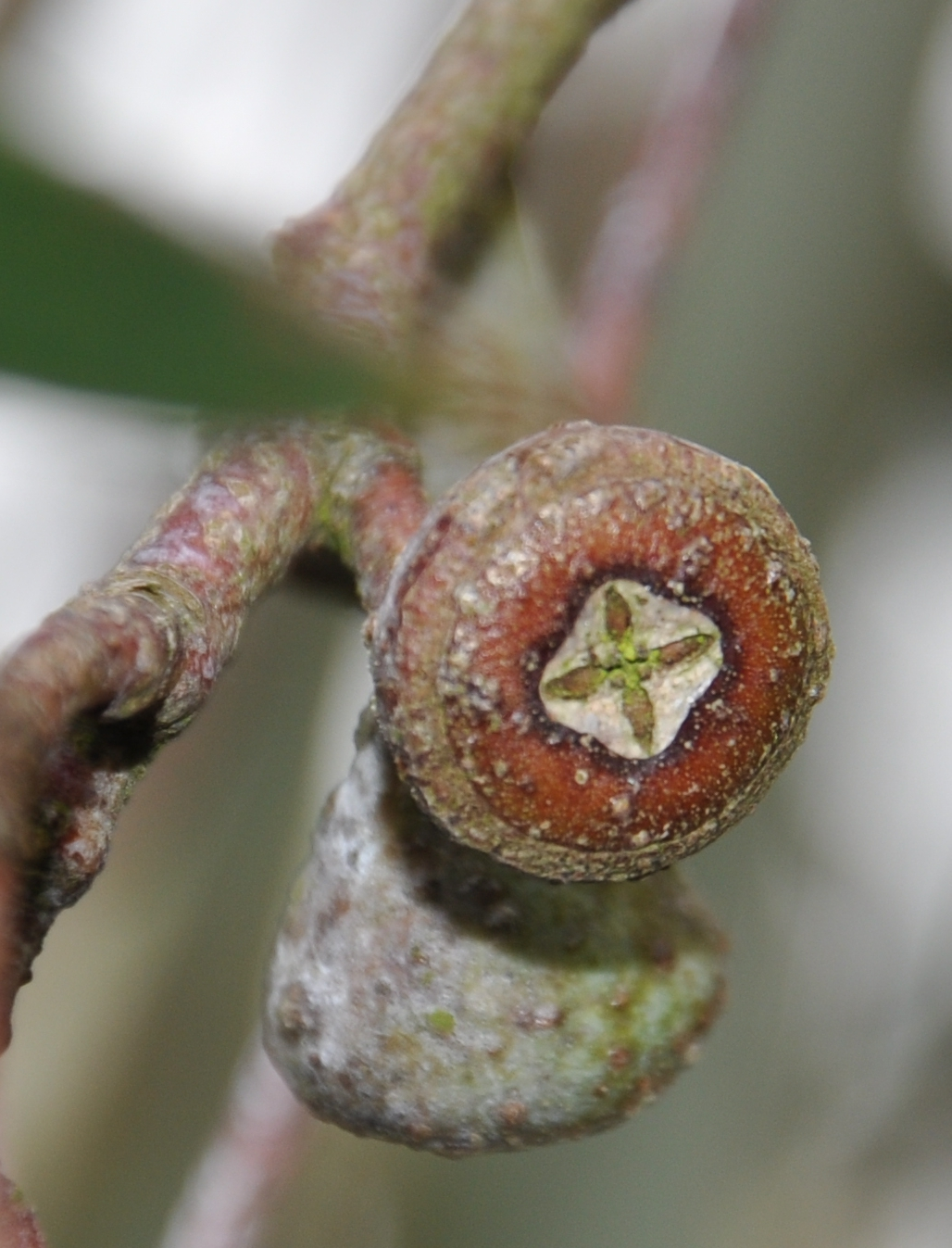
Fruits.

E. coccifera est une espèce dominante dans les régions doléritiques subalpines du sud de l'ile et des massifs centraux,,.

### Reproduction
Pour un eucalyptus ordinaire, il faut habituellement un an pour que les bourgeons floraux se développent, mais cela prend plus de temps chez les espèces vivant en altitude comme E. coccifera. Les fleurs émergentes sont pollinisées par les insectes et les oiseaux, la fécondation pouvant intervenir jusqu'à 20 jours après la pollinisation. La floraison a en général lieu entre novembre et février. Après fertilisation, les capsules se développent et libèrent les graines en séchant, ce qui se produit soit durant les périodes chaudes et sèches, ou pendant les incendies. Le vent joue un rôle dans la dispersion des graines, mais moins que la gravité : les graines tombent en général à quelques mètres de l'arbre. E. coccifera possède des lignotubers, qui lui permettent de se régénérer depuis le sol après un incendie.

### Variation clinale

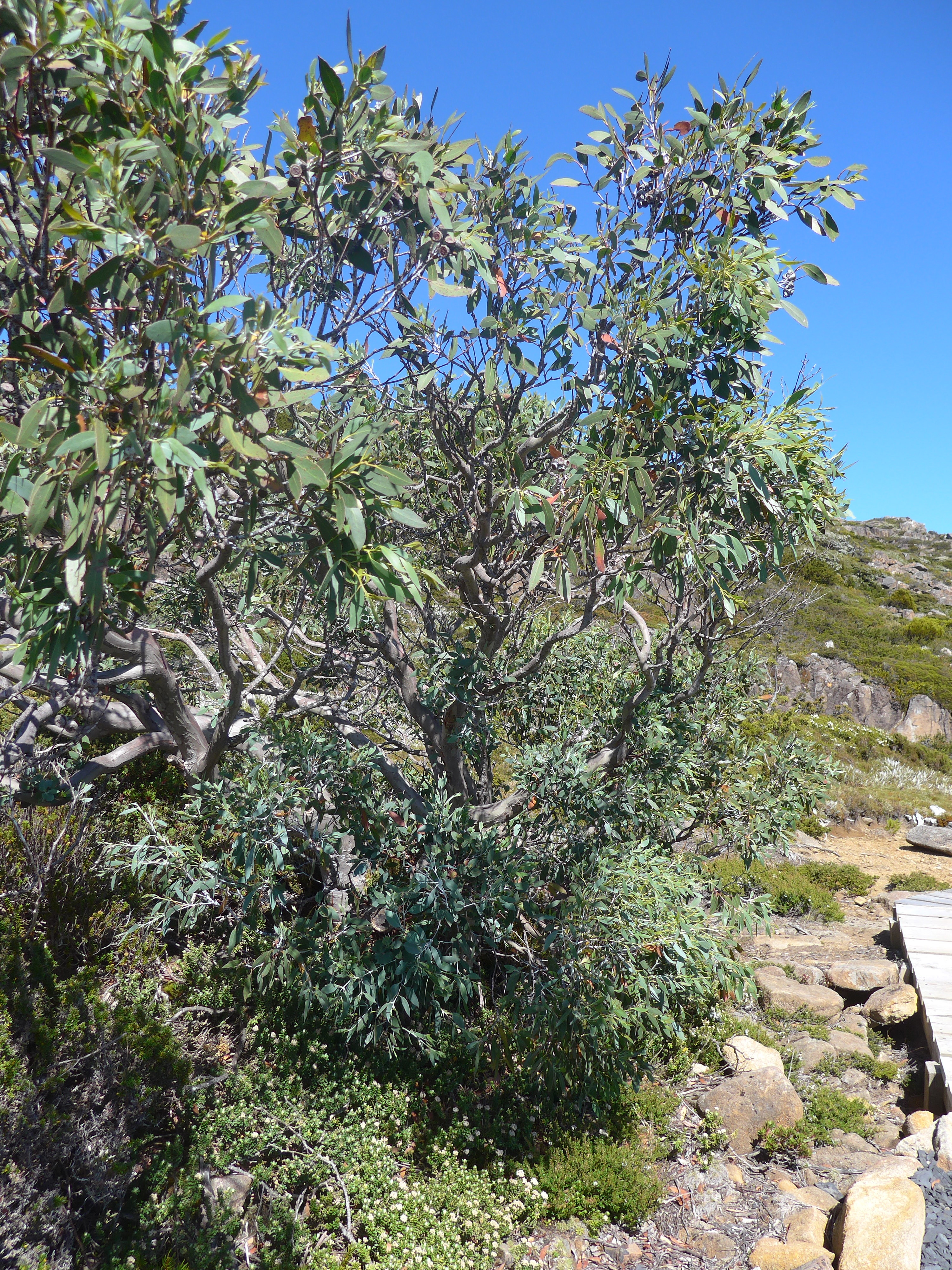
E. coccifera poussant sous forme d'arbuste, il mesure environ 3 mètres.

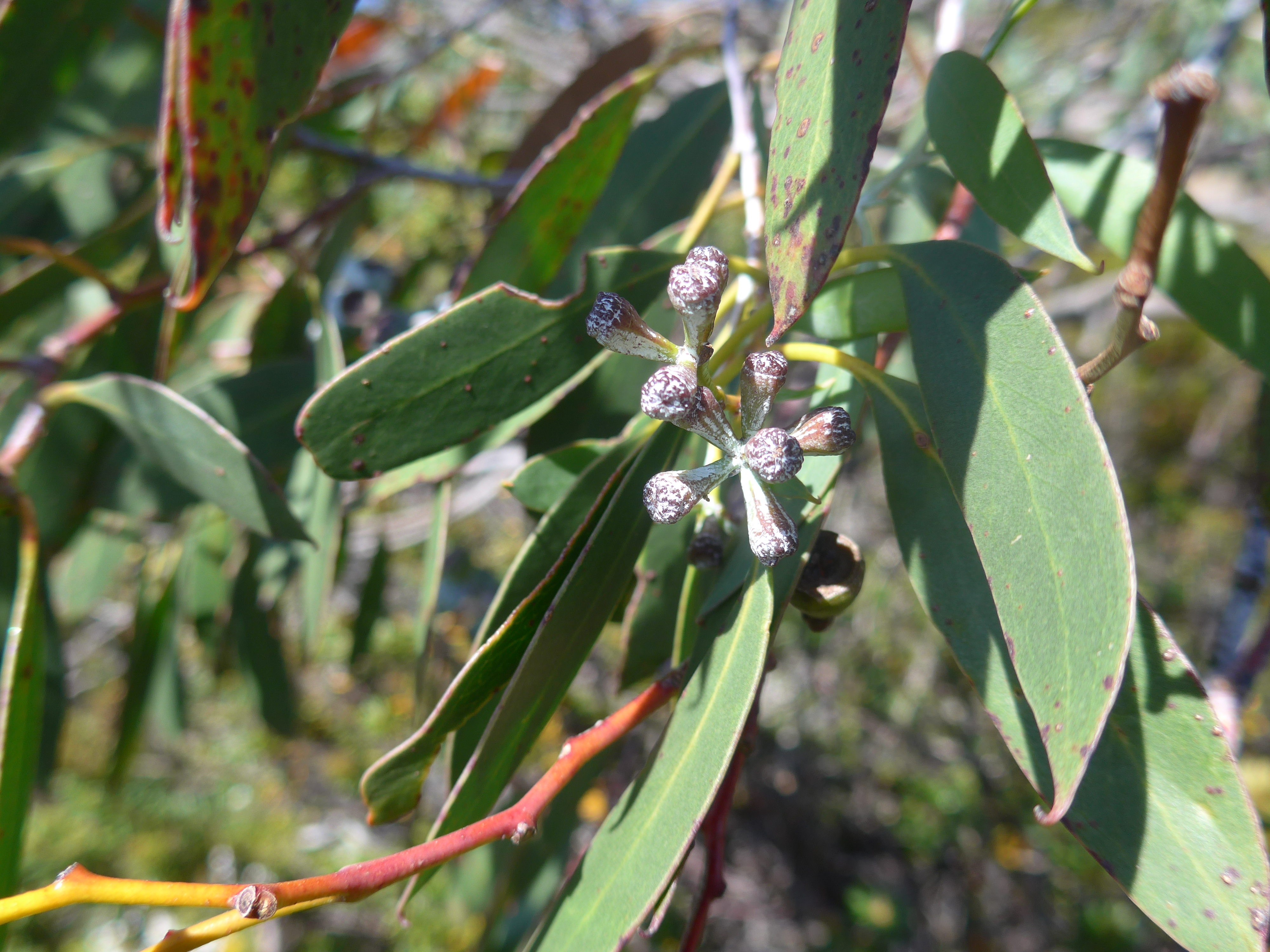
Glaucité des bourgeons floraux à une altitude de 1200 mètres.

La répartition d'E. coccifera est limitée par l'altitude : on le trouve rarement à moins de 800 mètres ou à plus de 1 300 mètres au-dessus du niveau de la mer. Autour de 1 300 mètres, la limite des arbres est souvent floue et E. coccifera se rencontre en petits groupes ou même en solitaire. À ces altitudes, l'abre ne dépasse généralement pas 10 mètres et se fond dans la végétation arbustive alpine des zones les plus élevées de son aire de répartition,. Une forte corrélation a été établie entre l'augmentation de l'altitude et la diminution de la croissance des tiges d'E. coccifera.
Dans la partie inférieure de son cline altitudinal, E. coccifera peut atteindre une hauteur de 40 mètres, mais elle est plus souvent d'une vingtaine de mètres, en particulier dans les sites protégés du plateau central et dans le parc national du Mont Field.
Alors que la hauteur des arbres est le principal changement chez Eucalyptus coccifera en altitude, des études observationnelles ont montré que le degré de glaucité des feuilles et des bourgeons s'intensifie avec l'augmentation de l'altitude. Ceci est sans doute en lien avec la résistance au gel accrue d'E. coccifera avec l'altitude. Son feuillage juvénile persiste aussi plus longtemps à haute altitude.

### Type de sol
La dolérite jurassique est la roche principale des habitats subalpins du mont Field et du mont Wellington, on la trouve aussi dans la géologie du plateau central. Ces roches riches en dolérite fournissent un drainage suffisant pour l'établissement des populations d'E. coccifera, qui préfère les sols bien drainés. Elles constituent également une source potentielle de nutriments riches pour les communautés végétales subalpines, mais la lenteur avec laquelle la dolérite s'altère fait que le sol n'est que modérément fertile.